# Jancigny
 Jancigny  là một xã ở tỉnh Côte-d’Or trong vùng Bourgogne-Franche-Comté, phía đông nước Pháp. Xã Jancigny nằm ở khu vực có độ cao trung bình từ 200 mét trên mực nước biển.